# John Johannessen
John Johannessen (født 7. oktober 1977 i Tórshavn) er en færøsk journalist og politiker (Javnaðarflokkurin).
Han har været indvalgt til Lagtinget fra Suðurstreymoy siden 2004. Han var medlem af Lagtingets udlandsudvalg 2004–2008, gruppeformand 2008–2011, medlem af Lagtingets justitsudvalg 2008–2011, formand for Lagtingets udlandsudvalg 2008–2011, Lagtingets 3. næstformand 2008–2011 og vicemedlem af Vestnordisk Råd. Fra 21. februar til 14. november 2011 var Johannesen sundhedsminister i Kaj Leo Johannesens første regering, og fra 4. maj 2011 havde han også ansvaret for Indenrigsministeriet (bortset fra kommunale sager). Han var også medlem af Javnaðarflokkurins arbejdsudvalg.
Han er født i Tórshavn og voksede op der de første år, men flyttede til Lopra på Suðuroy, hvor han boede med sin familje til han var færdig med gymnasiet. Han mor er fra Lopra, hans far var fra Klaksvík. Han er bosat i Tórshavn, hvor han har arbejdet som autodidakt avisjournalist i Sosialurin 1998–2001, derefter som journalist i Sjónvarp Føroya 2001–2004. Han har tre børn.

## Lagtingsudvalg
- 2008–2011 formand for Udlandsudvalget
- 2008–2011 medlem af Justitsudvalget
- 2004–2008 medlem af Udlandsudvalget